# Leovigildo Leal da Paixão
Leovigildo Leal da Paixão (Ouro Preto, 27 de novembro de 1882 — Belo Horizonte, 8 de fevereiro de 1948) foi juiz de Direito das comarcas de Rio Verde (1918-1924) e Barbacena (1924-1935) e presidiu o Tribunal Regional Eleitoral de Minas Gerais (1945-1948).
A Justiça Eleitoral teve suas atividades interrompidas durante o Estado Novo (1937-1945). No dia 10 de novembro de 1937, sustentado por setores sociais conservadores, Getúlio Vargas anunciou, pelo rádio, a "nova ordem" do País. Outorgada nesse mesmo dia, a "Polaca", como ficou conhecida a Constituição de 1937, extinguiu a Justiça Eleitoral, aboliu os partidos políticos existentes, suspendeu as eleições livres e estabeleceu eleição indireta para presidente da República, com mandato de seis anos.
A Justiça Eleitoral foi reinstalada em Minas Gerais em 14 de junho de 1945 e Leovigildo foi o primeiro presidente do Tribunal Regional Eleitoral de Minas Gerais após a reinstalação.
Filho de Antônio Jacó da Paixão e Virgília Maria da Silva Leal.

## Família

### Marianna Cesarina Coimbra da Luz
Leovigildo foi casado com Marianna Cesarina Coimbra da Luz, filha de Américo Gomes Ribeiro da Luz e sobrinha do magistrado Alberto Gomes Ribeiro da Luz. Marianna Cesarina Coimbra da Luz era prima do Presidente da República Carlos Coimbra da Luz.